# Koersbal op de Paralympische Zomerspelen 1972
De IVe Paralympische Spelen werden in 1972 gehouden in Heidelberg, West-Duitsland. Koersbal was een van de 10 sporten die in 1972 op het programma stonden.

## Mannen
| Klasse      | land | Goud                     | land | Zilver         | land    | Brons                      |
| ----------- | ---- | ------------------------ | ---- | -------------- | ------- | -------------------------- |
| Paren       | IRL  | Jimmy Gibson Eddie Lucas | GBR  | Guthrie T. Ure | USA FRA | Swing Patton Allorge Schuh |
| Individueel | AUS  | Eric Magennis            | GBR  | T. Ure         | ITA     | Giuliano Koten             |

## Vrouwen
| Klasse      | land | Goud               | land | Zilver                     | land    | Brons                             |
| ----------- | ---- | ------------------ | ---- | -------------------------- | ------- | --------------------------------- |
| Paren       | GBR  | Gwen Buck F. Nowak | RSA  | Margaret Harriman Hattingh | FRA USA | Belasset Belaubre Keyser Anderson |
| Individueel | RSA  | Margaret Harriman  | GBR  | F. Nowak                   | GBR FRA | Barnard Heller                    |

Atletiek · Basketbal · Boogschieten · Dartchery · Gewichtheffen · Koersbal · Schermen · Snooker · Tafeltennis · Zwemmen
Tel Aviv 1968 ·
Heidelberg 1972 ·
Toronto 1976 ·
Arnhem 1980 ·
New York & Stoke Mandeville 1984 ·
Seoel 1988 ·
Atlanta 1996